# Yorktown (Iowa)
Pour les articles homonymes, voir Yorktown.
La ville américaine de Yorktown est située dans le comté de Page, dans l’État de l’Iowa. Elle comptait 82 habitants lors du recensement de 2000.

## Source
- (en) Cet article est partiellement ou en totalité issu de l’article de Wikipédia en anglais intitulé « Yorktown, Iowa » (voir la liste des auteurs).